# کایتلین ساندنو
کایتلین ساندنو (به انگلیسی: Kaitlin Sandeno) (زادهٔ ۱۳ مارس ۱۹۸۳) شناگر اهل ایالات متحده آمریکا است.